# Quartier du Chat
Le Chat ou le quartier du Chat (en néerlandais : De Kat) est un quartier d'Uccle, dans la Région de Bruxelles-Capitale. Son nom provient de l'auberge In de Catte qui est cité dès le XVe siècle.
Le hameau fut longtemps isolé mais fut gagné par l'urbanisation au milieu du XIXe siècle.
On y fit la construction d'une des premières cités-jardins, par Joseph Poelaert, dont les carrés ont gardé le nom de leurs premiers propriétaires : carré Pauwels, carré Peeters, carré Meert, carré Stevens, carré Tillens, carré Cassimans, carré Sersté, Dewandeleer, etc.
On y a relogé les locataires des Marolles,, qui avaient été expropriés par le gouvernement afin de construire le palais de Justice du même Joseph Poelaert. C'était donc un endroit très populaire.